# 1,1-Dimethoxyethan
1,1-Dimethoxyethan (Acetaldehyddimethylacetal) ist ein Acetal, das sich von Acetaldehyd und Methanol ableitet. Es ist isomer zu Ethylenglycoldimethylether.

## Vorkommen
Dimethoxyethan kommt in Xiaoqu-Baijiu (chinesischer Schnaps) vor.

## Herstellung und Reaktionen
Die Herstellung ist durch Reaktion von Acetaldehyd mit Methanol unter saurer Katalyse möglich. In saurer Lösung hydrolysiert die Verbindung wieder zu Acetaldehyd und Methanol.

## Eigenschaften
1,1-Dimethoxyethan hat eine Octanol-Wasser-Verteilungskoeffizient von {\displaystyle \log P_{ow}=0{,}63} sowie einen Flammpunkt von −17 °C und eine Zündtemperatur von 247 °C.

## Verwendung
In der EU ist Dimethoxyethan unter der FL-Nummer 06.015 als Aromastoff für Lebensmittel allgemein zugelassen.